# Pietro Parenzo
Pietro Parenzo (Roma, ... – Orvieto, 20 maggio 1199) fu podestà di Orvieto, dove fu coinvolto nella lotta contro l'eresia catara, a causa della quale subì il martirio. La Chiesa cattolica lo venera come santo.

## Biografia
Nel corso del tardo XII secolo, nella città di Orvieto, fortemente divisa dal conflitto tra guelfi e ghibellini, giunse l'eresia catara. Questa situazione indusse il papato a sostenere il vescovato più attivamente. Per aiutare a ristabilire l'ordine civile, papa Innocenzo III scelse Pietro Parenzo, membro di una nobile famiglia romana, perché prendesse in carico la città. Pietro era nato a Roma, figlio di Giovanni Parenzo e di sua moglie Odolina. Suo padre aveva servito come senatore nel 1157 e in seguito come giudice nel 1162. Poco altro si sa della sua vita precedente, oltre al fatto di essersi guadagnato grande rispetto in città e di avere una moglie.
Pietro arrivò a Orvieto nel mese di febbraio del 1199 con l'appoggio dei cattolici della città, nonostante la loro lunga tradizione di indipendenza. Immediatamente istituì un regime rigoroso di controllo della situazione civile. Tornò a Roma per la Pasqua di quell'anno per consultarsi con papa Innocenzo su quanto riguardava il suo metodo di governo. Dopo aver ricevuto la benedizione e il sostegno del papa, ritornò ad Orvieto il 1º maggio.
La notte del 20 maggio, i Catari, che avevano continuato a resistere alla sua autorità, furono in grado di infiltrarsi nel palazzo del podestà, sequestrare il Parenzo e portarlo nella campagna circostante. Poi gli chiesero di porre fine alle rigide leggi che aveva messo in atto. Lui si rifiutò e venne picchiato a morte. Il suo corpo fu scoperto l'alba del giorno successivo e riportato in città. Le autorità civili e il vescovo, insieme con il clero, lo onorarono come martire per la fede e accompagnarono il suo corpo per la sepoltura nella chiesa di Santa Maria.
Successivamente venne sepolto nel Duomo di Orvieto.

## Culto
Dopo la morte di Parenzo, i fedeli cominciarono a visitare la sua tomba e a chiedere la sua intercessione per le proprie necessità. Ben presto si guadagnò la reputazione di taumaturgo per il gran numero di preghiere che avevano ottenuto risposta. Fu quindi onorato come un santo dal vescovo locale, con la diffusione del suo culto ad Arezzo e Firenze. Pellegrinaggi alla sua tomba furono anche organizzati dalla città natale di Roma, per ottenere la sua intercessione.
Il papato, però, non lo riconobbe come santo fino a quando, su richiesta del vescovo di Orvieto, la sua venerazione venne confermata da papa Leone XIII il 16 marzo 1879.
La sua festa si celebra il 21 maggio.